# Жан Ваньє
Жан Ванье CC GOQ (фр. Jean Vanier; 10 вересня 1928, Женева — 7 травня 2019, Париж) — канадський та французький фундатор громад для неповносправних людей під назвою «Ковчег» (фр. L'Arche), а також руху «Віра і Світло» — громад для спілкування людей з особливими потребами, їх батьків та друзів.

## Біографія
В молодості Жан Ваньє, син відомого дипломата, був офіцером морського флоту та служив на авіаносці. Усвідомивши безперспективність військових зусиль, покинув службу та став вивчати, а пізніше і викладати філософію. Згодом заснував в 1964 р рух «Ковчег» і в 1971 р «Віра і світло» (для батьків  розумово відсталих дітей). Багато хто називає Ваньє також християнським богословом і проповідником. Він став автором 30 книг, виданих та перекладених різними мовами світу, зокрема й українською. Рух «Ковчег» та «Віра і світло», за словами їх засновників, мають екуменічний характер, тобто об'єднують представників будь-яких християнських конфесій.
Жан Ванье неодноразово відвідував Україну і виступав з лекціями.
Перші спільноти «Віра і Світло» в України з'явилися в 1992 році у Львові. Зараз існує вже 36 спільнот у різних містах України — у Києві, Львові, Жовкві, Тернополі, Тячеві, Хусті, Ужгороді, Кам'янці-Подільському, Трускавці, Стрию, Житомирі, Кохавині та Новому Роздолі.
Секретаріат «Віри і Світла» в Україні в Центрі духовної підтримки осіб з особливими потребами «Емаус» при Українському католицькому університеті по вул. Іларіона Свєнціцького, 17 у м. Львові, 79011, Україна.
В Україні спільнота «Лярш-Ковчег» є у Львові (заснована 2007 р.).
До досвіду Жана Ваньє і його громад звертаються багато людей, зайняті долею особливих людей в Україні та в усьому світі.
Помер 7 травня 2019 року у Парижі.

## З висловлювань і публікацій Жана Ваньє
Зараз мені здається, що досвід, пережитий мною, повністю змінив мене. Я говорю про досвід спілкування, зустрічей і життя з дорослими і дітьми, які були дуже сильно поранені. Я по-справжньому відкрив для себе те, що можна вважати серцевиною людських страждань, — відкинули люди, почуття досконалої самотності в цьому світі.

Заходиш в дитяче відділення якоїсь лікарні і бачиш маленьких дітей, які більше не кричать. Вони знаходяться в такому стані, що все тримають в собі. Вони знають, що їм ніхто не відповість на їх крик. Мовчати їм здається безпечніше, ніж кричати і не отримувати відповіді. Будь-яка закрита лікарня, будь-яка закрита установа, де утримуються люди — жахливі. Я бачив там жахливо самотніх людей. Знедолених. Які думають, що вони нікому не потрібні…
Кожен з нас десь всередині відчуває себе самотнім і знедоленим. Незалежно від того, чи одружені ми, ми все одно відчуваємо свою неповноту. Така природа людини. Однак у всіх нас є і неймовірна потреба в любові, в тому, щоб кохати і бути коханими. І ця потреба — основа життя людини, її порятунок…
Коли перед нами людина, що страждає депресією, то відчуваєш себе, ніби стаєш убогим. Як же поводитися з такою людиною, коли ти сам убогий і впадаєш в депресію, бачачи чужу депресію.
Депресія — це не ганебна хвороба, яку потрібно приховувати від себе і від інших… Серцеві виразки — це частина нашого життя, і ніхто від них не застрахований.